# Toribio Beltrán
Gral. Toribio Beltrán fue un militar mexicano que participó en la Revolución mexicana. Nació en Cotaxtla, Veracruz. Fue apodado El Kilómetro por su corpulencia. En 1910 se incorporó a las filas de Santana Rodríguez Palafox, operando en las llanuras sotaventinas. Se incorporó más tarde a las fuerzas carrancistas bajo las órdenes del general Guadalupe Sánchez y llegó a estar al frente de una columna de caballería. Alcanzó el grado de general. En 1923 se unió al movimiento de Adolfo de la Huerta. Se distinguió por ser un excelente charro.   